# Erdball (Spiel)
Erdball heißt ein Gemeinschaftsspiel, bei dem die Spielenden miteinander einen riesigen Ball durch das Spielgelände bewegen. Spielsystematisch zählt es zur Gattung der Friedensspiele.

## Spielgerät
Gebräuchlichstes Spielgerät ist ein aufblasbarer, voluminöser Kunststoffball, der sich wie ein großer Luftballon anheben lässt. Auf seiner Oberfläche sind die Länder der Erde, die Meere, Berge und Eiszonen farbig abgebildet.

## Spielgedanke
Der Erdball symbolisiert den Planeten Erde. Die Spielenden sprechen sich über den Spielverlauf ab und sind dann gemeinsam dafür verantwortlich, was mit dem Erdball geschieht. Er kann quer über das Spielgelände, im Kreis oder im Zickzack gerollt werden. Die Spielenden können ihn aber auch anheben und gemeinsam tragen oder über die Köpfe weiterreichen. Kerngedanke ist das Miteinander der Spielenden im Umgang mit dem Ball. Es fehlt jede Konkurrenz, jedes Gegeneinander, jegliche Aggression. Aus diesem Grunde ist das Erdballspiel zum Markenzeichen und Vorführbeispiel der Friedensspiele geworden. Es ist bei nahezu allen großen öffentlichen Spielfesten vertreten, wo es am augenfälligsten seine gemeinschaftsstiftende Wirkung entfalten kann. Nicht selten nutzen auch politische Parteien diesen erwünschten Effekt für ihre Zwecke, indem sie einen Erdball in gemeinsamer Aktion mit den Anwesenden im Versammlungssaal kreisen lassen.

## Spielvarianten
Über das gemeinsame Rollen, Tragen und Weiterreichen hinaus wird das Spielprogramm mit dem Erdball häufig variiert, sodass keine Langeweile aufkommen kann: Man übersteigt mit dem Ball gemeinsam Hindernisse. Er wird von Gruppe zu Gruppe weitergereicht. Er wird gemeinsam hochkatapultiert und wieder aufgefangen. Bisweilen wird Erdball auch wettkampfmäßig als Parteienspiel betrieben, was dem Friedensgedanken aber nicht unbedingt förderlich ist.

## Einzelbelege
1. ↑  Siegbert A. Warwitz / Anita Rudolf: Friedensspiele. In: Dies.: Vom Sinn des Spielens. Reflexionen und Spielideen. 5. Auflage. Verlag Schneider. Hohengehren 2021. S. 145–152
2. ↑  Andrew Fluegelman, Shoshana Tembeck: New games. Die neuen Spiele Band 1. 18. Auflage, Mülheim an der Ruhr 1996.
3. ↑  Terry Orlick: Neue kooperative Spiele. Mehr als 200 konkurrenzfreie Spiele für Kinder und Erwachsene. 4. Auflage, Weinheim und Basel 1996.
4. ↑  Anita Rudolf, Siegbert A. Warwitz: Spielen – neu entdeckt. Grundlagen-Anregungen-Hilfen. Freiburg 1982.